# Gout-Rossignol
Gout-Rossignol (auch: Goûts-Rossignol; okzitanisch: Gots e Rossinhòu) ist eine französische Gemeinde mit 362 Einwohnern (Stand: 1. Januar 2022) im Département Dordogne in der Region Nouvelle-Aquitaine (vor 2016: Aquitanien). Sie gehört zum Arrondissement Périgueux und zum Kanton Ribérac. Die Bewohner werden Rossignoliens und Rossignoliennes genannt.

## Lage
Gout-Rossignol liegt etwa 37 Kilometer nordwestlich von Périgueux. Umgeben wird Gout-Rossignol von den Nachbargemeinden La Rochebeaucourt-et-Argentine im Nordwesten und Norden, Sainte-Croix-de-Mareuil im Norden, Mareuil im Nordosten und Osten, La Chapelle-Montabourlet im Osten und Südosten, La Tour-Blanche im Südosten, Cherval im Süden sowie Champagne-et-Fontaine im Westen.

## Bevölkerungsentwicklung
| Jahr                       | 1962 | 1968 | 1975 | 1982 | 1990 | 1999 | 2006 | 2019 |
| Einwohner                  | 460  | 481  | 442  | 444  | 463  | 429  | 416  | 370  |
| Quellen: Cassini und INSEE |      |      |      |      |      |      |      |      |

## Sehenswürdigkeiten
- Kirche Saint-Pierre-ès-Liens in Rossignol aus dem 12. Jahrhundert, Umbauten aus dem 14. Jahrhundert, seit 2011 als Monument historique eingeschrieben
- Kirche Saint-Étienne, wiedererrichtet im 19. Jahrhundert
- Schloss Jaurias aus dem 18./19. Jahrhundert
- Schloss La Vassaldie aus dem 18. Jahrhundert, seit 1992 in Teilen als Monument historique eingeschrieben
- Herrenhaus von Bouillaguet aus dem 18. Jahrhundert
- Herrenhaus von Mitonias aus dem 18. Jahrhundert
- Mühle von Soulet

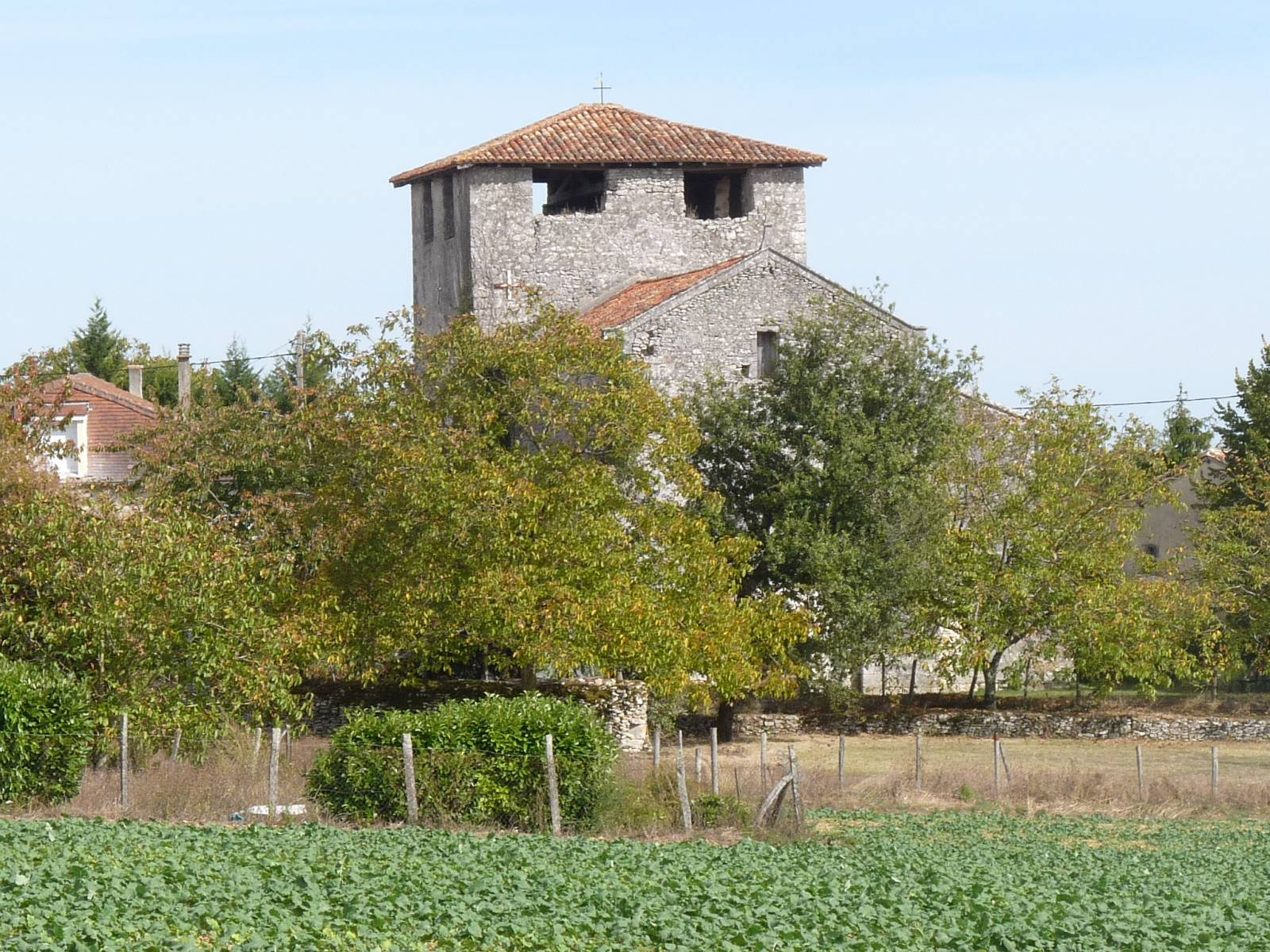
Kirche Saint-Pierre-ès-Liens
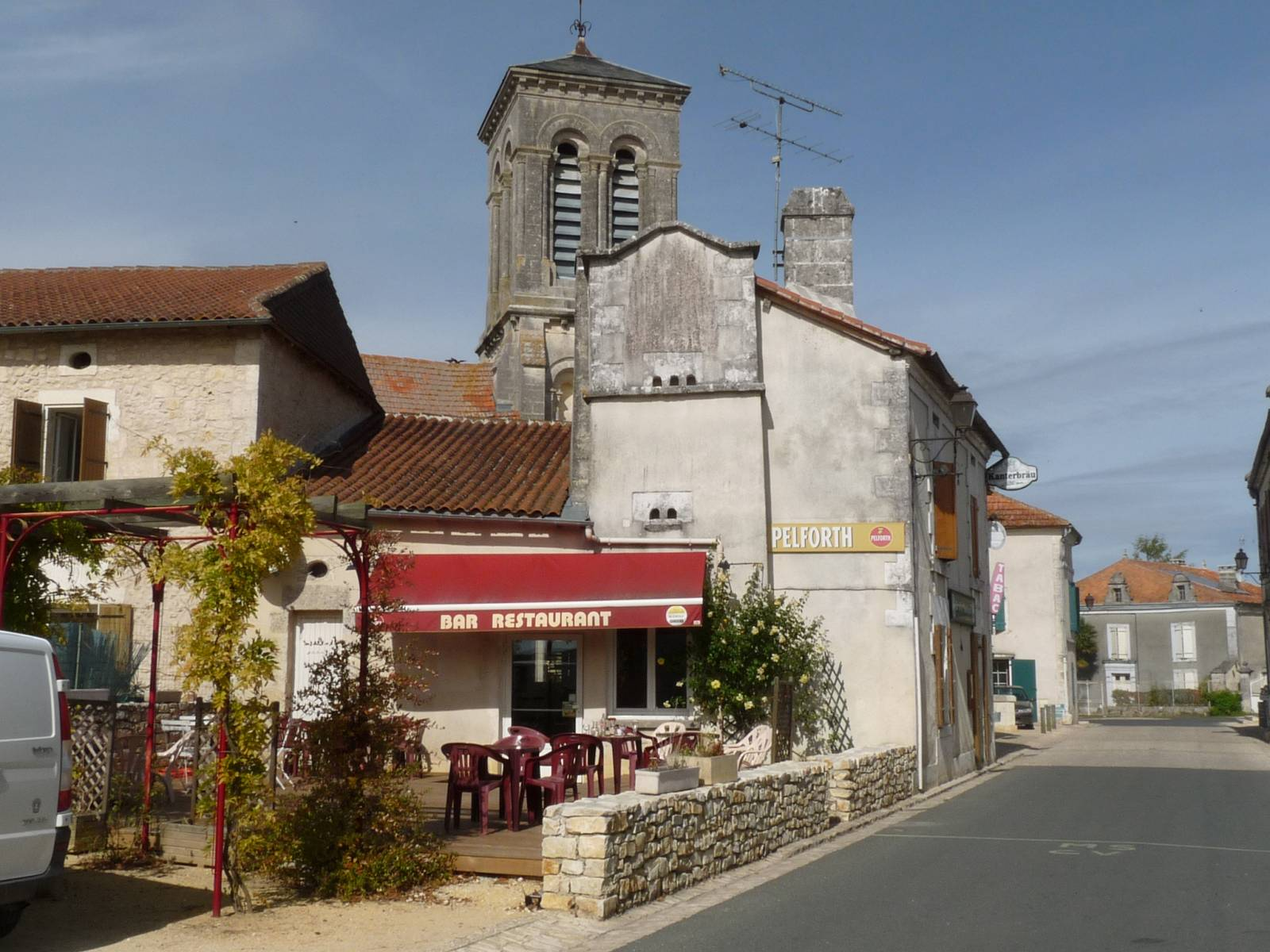
Kirche Saint-Étienne
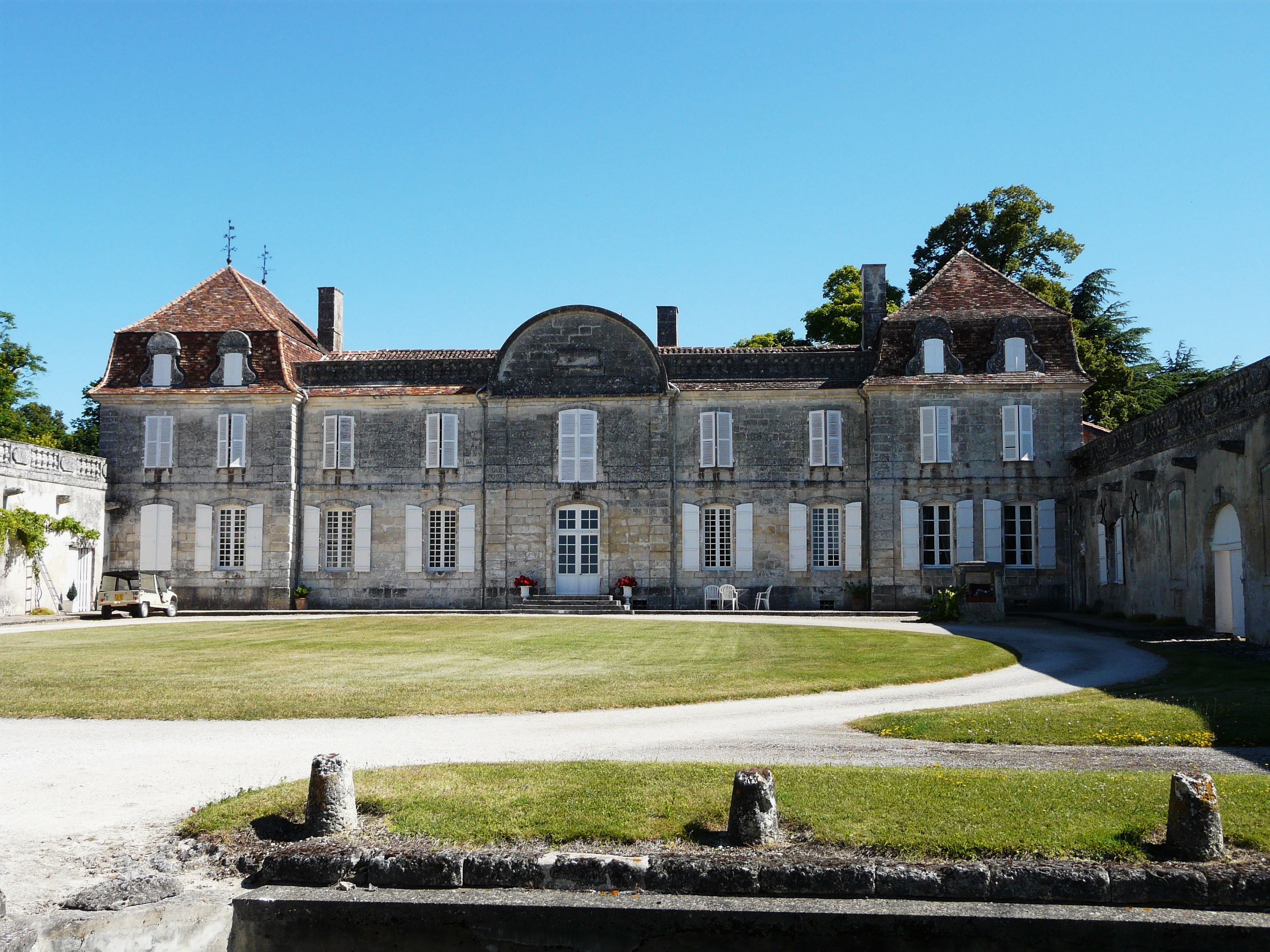
Schloss La Vassaldie
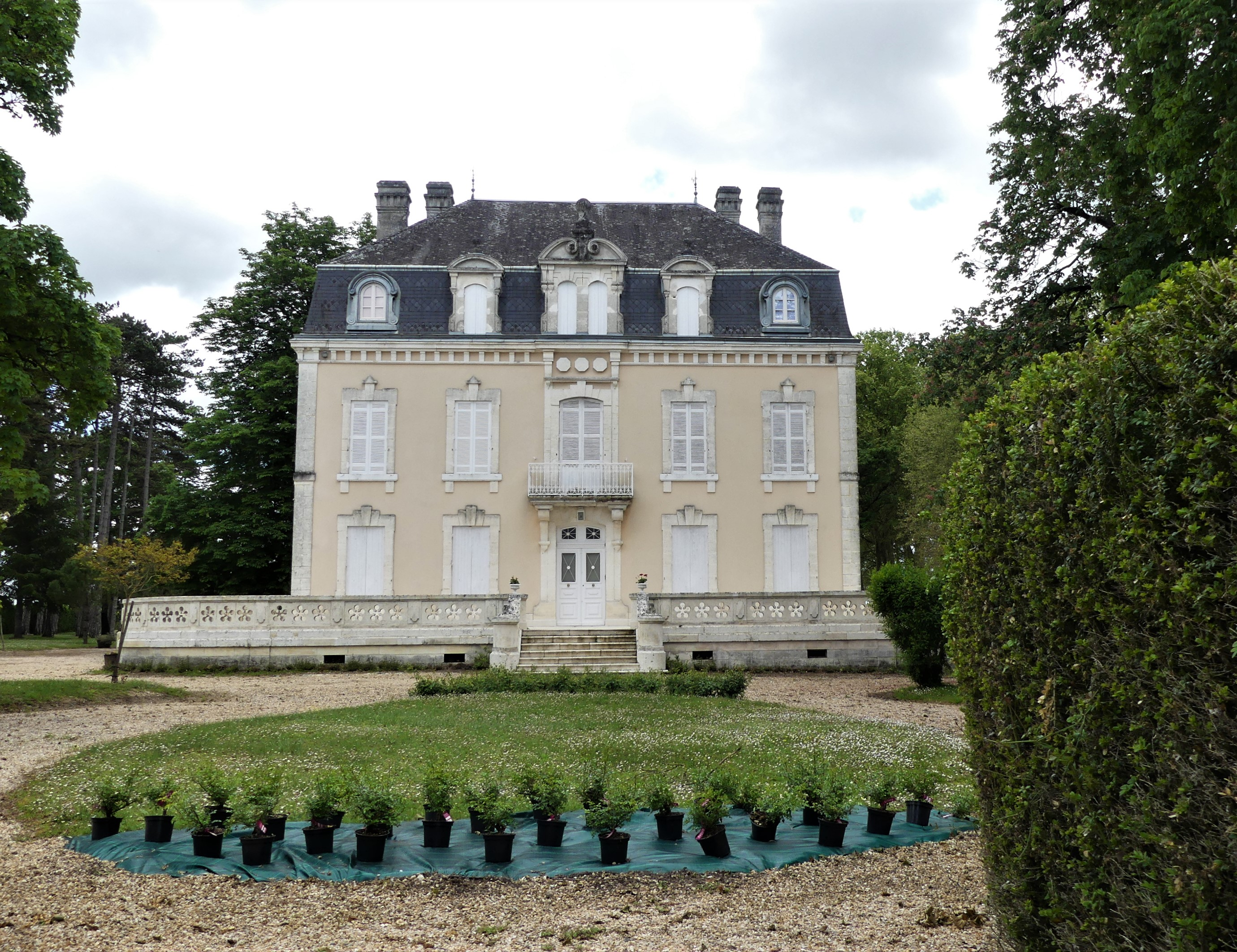
Schloss Le Soulet